# 普里斯科维 (外贝加尔边疆区)
普里斯科维（羅馬化：Priiskovyy）是俄罗斯外贝加尔边疆区的市级镇，属涅尔琴斯克区，位于涅尔恰河汇入石勒喀河处，在区行政中心涅尔琴斯克（尼布楚）南、边疆区首府赤塔东偏南方。设有普里斯科维铁路车站。
该地2021年人口有1,373人；2010年人口1,520；2002年人口1,649；1989年人口2,067。